# Ranunculus nyalamensis
Ranunculus nyalamensis är en ranunkelväxtart som beskrevs av Wen Tsai Wang. Ranunculus nyalamensis ingår i släktet ranunkler, och familjen ranunkelväxter. Utöver nominatformen finns också underarten R. n. angustipetalus.